# Organisation nationale Chin
L'organisation nationale Chin était un parti politique en Birmanie.

## Histoire
Allié à l'AFPFL Propre (en), le parti se présente aux élections générales de 1960 (en), remportant un seul siège.